# Smrtonoš (rod)
Smrtonoš (Acanthophis) je rod jedovatých hadů patřící do čeledi korálovcovitých. Smrtonoši žijí v Austrálii, na Nové Guineji a na některých přilehlých ostrovech. Zástupci tohoto rodu patří mezi nejjedovatější hady světa. Mezinárodní pojmenování Acanthophis je odvozeno ze starořečtiny a znamená trnový had, podle výrůstku na jeho ocasu.

## Popis
Smrtonoši jsou poměrně robustní hadi, kteří se v mnohém podobají zmijím. Mají zavalité, kratší tělo, trojúhelníkovou hlavu a podoční šupiny. Jejich cca 6 mm dlouhé jedové zuby jsou delší než je obvyklé u jiných korálovcovitých hadů, nicméně v průměru stále kratší, než mají pravé zmije (i více než 50 mm). Podobnost se zmijovitými je dána konvergenční evolucí. Ačkoli se jedná o korálovcovité hady, kupříkladu jejich název v angličtině (death adders = „smrtící zmije“) o nich hovoří jako o zmijích.
Samice jsou poněkud větší než samci. Délka se pohybuje od 50 cm do 90 cm, výjimečně až 1 m. Smrtonoši se dají dobře rozeznat podle ocasu. Na jeho konci je výběžek, který má připomínat červa a smrtonoši jím lákají potenciální kořist. Jednotlivé druhy smrtonošů se barevně a kresbou odlišují. Barvy se mohou pohybovat od černé, přes šedou, šedozelenou, hnědou, oranžovou, okrovou a žlutou. Obvyklou kresbu tvoří prstence.

## Rozšíření
Zástupci smrtonošů žijí v Austrálii a to prakticky po celém kontinentu, na Nové Guineji a některých ostrovech Indonésie či australských ostrovech. Vyskytují se od pouštních oblastí (A. pyrrhus – smrtonoš pouštní) až po tropické deštné lesy. Areály jednotlivých druhů smrtonošů se mohou překrývat.

## Ekologie a chování
Smrtonoši mají výborné ochranné zbarvení, které jim pomáhá splynout s okolním prostředím. Jsou typickými ze zálohy útočícími hady, čímž se podobají zmijím. Když číhají na kořist, zahrabou se do písku, listí, klestí či hlíny. Ven čouhá jen hlava a ocas. Ocasem smrtonoši vrtí a napodobují tak pohyb červů resp. členovců jako jsou mnohonožky. Pohyb „červa“ naláká ptáka, ještěrku, scinka, agamu či drobného savce, který si jde pro „snadnou“ kořist. Místo toho však musí čelit útoku smrtonoše. Had vymrští bleskurychle hlavu a uštkne. Jde o nejrychlejší hadí útok na světě, celý trvá jen 0,15 sekundy. Oběť, která je za okamžik paralyzována, obvykle podrží chvíli v tlamě a pak jí zkonzumuje. Některým smrtonošům chybí konec ocasu, což ukazuje na to, že jim ho jejich kořist, předtím než byla usmrcena, stačila ukousnout. Smrtonoši jsou aktivnější v noci. Nejsou příliš agresivní a člověku hrozí nebezpečí hlavně v případě, že na hada šlápne nebo ho silně vydráždí.
Samice rodí živá mláďata, kterých může být v jednom vrhu až několik desítek (zaznamenané maximum u smrtonoše zmijího je 33). Pohlavní dospělosti dosahují po 2 (samci) až 3,5 letech (samice) od narození.

## Jed

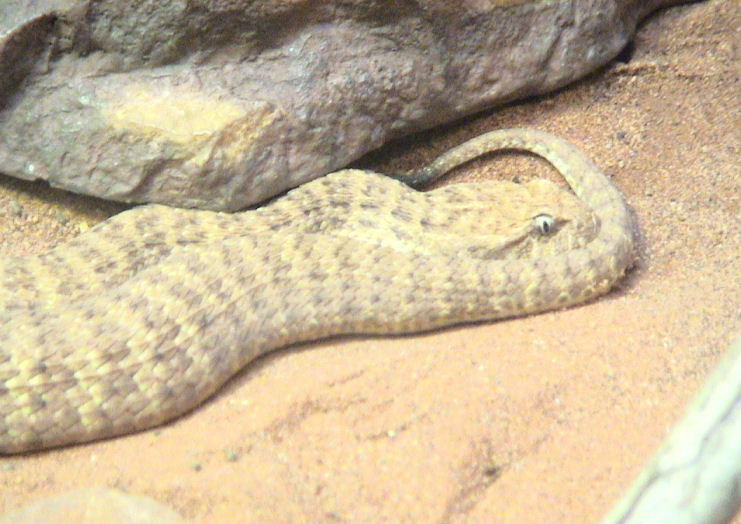
Smrtonoš pouštní (Acanthophis pyrrhus)

Smrtonoši vstřikují na jedno kousnutí průměrně 40–100 mg vysoce toxického jedu. Ten patří mezi velmi silné hadí jedy. LD 50 dosahuje asi 0,3 až 0,4 mg/kg. Je mírně toxičtější než jed kobry indické a je převážně neurotoxický. Kousnutí může způsobit celkovou paralýzu organismu člověka během 6 hodin. Účinky jedu se nicméně projevují pomaleji, než je obvyklé u jiných hadů a může trvat 24–48 hodin, než dosáhnou vrcholu. Pro odvrácení účinků existuje antisérum získávané z hadího jedu. Další možností je podání acetylcholinesterázy. Před zavedením antiséra bylo asi 50 % všech smrtonoších kousnutí smrtících. Pokud dojde k podání protijedu, dochází k úmrtí spíše zřídka.

## Taxonomie
Není úplně jasné, kolik druhů smrtonošů přesně existuje. Původně vědci rozlišovali jen tři druhy: A. antarcticus (smrtonoš zmijí), A. praelongus (smrtonoš severní) a A. pyrrhus (smrtonoš pouštní). Všechny žijí v Austrálii. Poté k nim přistoupily následující: A. laevis, A. rugosus a A. hawkei. V roce 1998 bylo popsáno dalších pět druhů: A. barnetti, A. crotalusei, A. cummingi, A. wellsei a A. woolfi. V roce 2002 následovaly další tři: A. groenveldi, A. macgregori a A. yuwoni. Všechny druhy z posledních let popsal australský herpetolog Raymond Hoser. Část vědců je však skeptická a mnohé z nich za skutečné druhy nepovažuje.